# سوبتيتسا
سوبتيتسا (بالإنجليزية: Subotica) هي مستوطنة تقع في صربيا في مديرية شمال باكشتا. يقدر عدد سكانها بـ 97,910 نسمة .

## المدن التوأمة
مدن Palić، سيجد، إيرد، Baja، بودابست، دونيسكا ستريدا، إلش، Kanjiža، كيكسكيميت، كيش كونهالاش، ميونخ، أولوموتس، Odorheiu Secuiesc، أوسييك، تلبرغ، توركو، أولم، ولفرهامبتن، Zirc، بتاح تكفا وTreptow-Köpenick هي مدن توأمة لـسوبتيتسا.

## أعلام
- جيورجي أرنولد
- بيتر ليكو
- ألكسندر بيتروفيتش
- تيهومير أوغنيانوف
- أندريا فوديرر
- نيكولا كالينيتش
- بوجانا رادولوفيتش